# Rafael Méndez
Rafael Méndez (ur. 1904 r., zm. 1982 r.) – boliwijski piłkarz grający na pozycji napastnika.

## Kariera klubowa
Podczas kariery klubowej reprezentował barwy Universitario La Paz.

## Kariera reprezentacyjna
Rafael Méndez grał w reprezentacji Boliwii w latach dwudziestych i trzydziestych. W 1926 uczestniczył w Copa América 1926. Boliwia zajęła na tym turnieju ostatnie, piąte miejsce a Méndez wystąpił we wszystkich czterech meczach. Rok później ponownie grał na Copa América 1927. Boliwia zajęła czwarte, ostatnie miejsce a Rafael Méndez zagrał we wszystkich trzech meczach.
Grał w reprezentacji Boliwii na mistrzostwach świata 1930. Na mundialu wystąpił w obu przegranych 0-4 spotkaniach z Brazylią i Jugosławią.